# Campionato italiano di hockey su ghiaccio 1980-1981
Il Campionato italiano di hockey su ghiaccio 1980-81 è stata la 47ª edizione della manifestazione.

## Serie A

### Formazioni
Le squadre iscritte sono le stesse otto formazioni dell'anno precedente: HC Merano, Asiago Hockey, SG Cortina, HC Gardena, HC Bolzano, Alleghe Hockey, HC Brunico ed HC Valpellice.

### Formula
Si torna a giocare non più il girone di qualificazione ma viene disputato un unico girone all'italiana (con una andata e un ritorno invece di due come avveniva in precedenza).

### Classifica
L'Hockey Club Gardena vince il suo quarto scudetto.

Formazione Campione d'Italia: Lucion Brugnoli – James Corsi – Paul Demetz – Herbert Fill – Herbert Frisch – Kim Gellert – Heini Goller – Norbert Goller – Guido Grossrubatscher – Adolf Insam – Ivo Insam – Fabrizio Kasslatter – Erwin Kostner – Günther Mussner – Guido Paur – Roland Perathoner – Rudi Pescosta – Viktor Pescosta – Egon Schenk – Roland Stuffer – Guido Vinatzer. Allenatore: Ron Ivany.